# 南武湖
南武湖是一个位于中国湖北省仙桃市、洪湖市、武汉市的淡水湖，面积约为14.19平方千米，属于长江区。它的一级流域为长江流域，二级流域为长江干流水系。